# 휴대용 방공 미사일

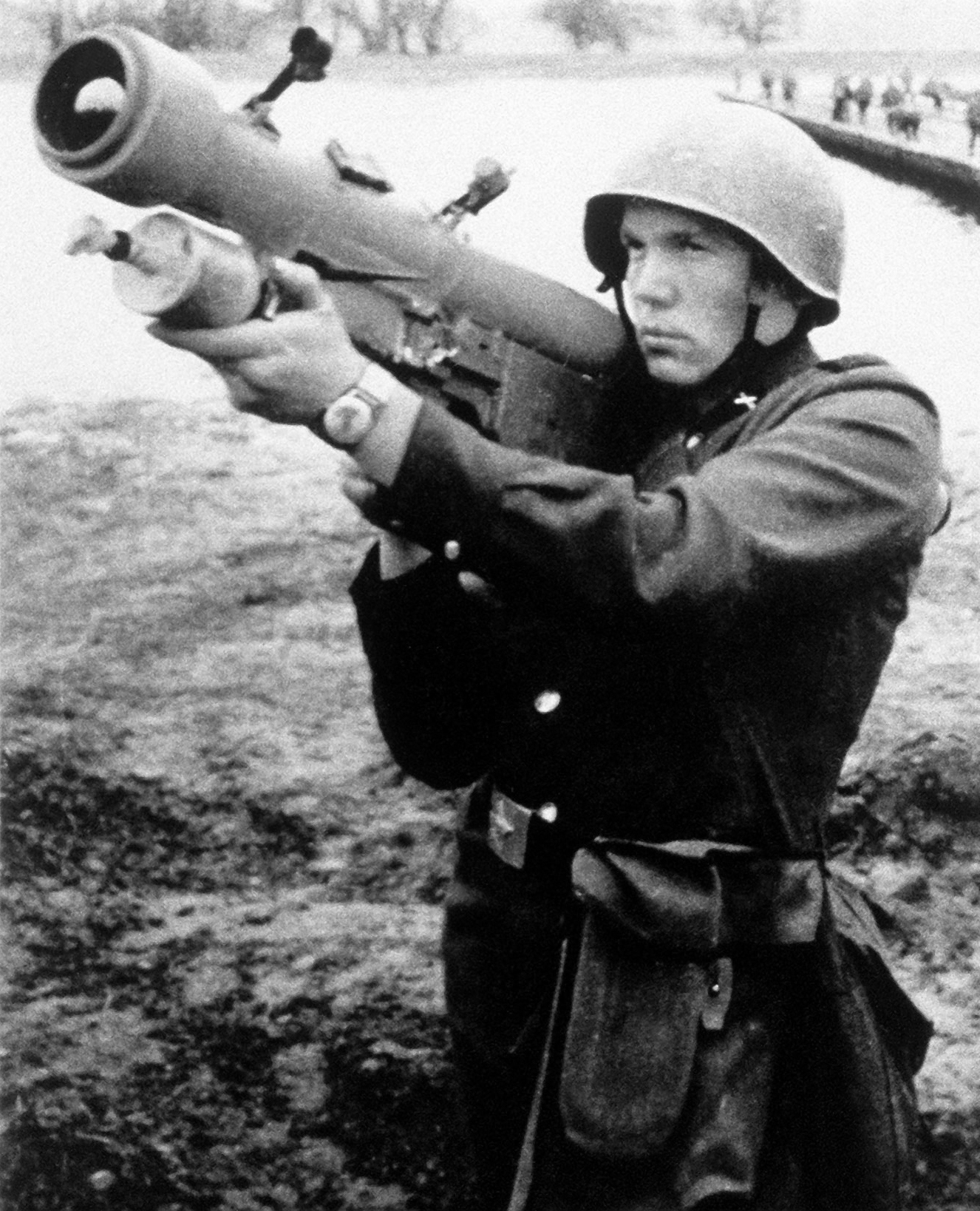
사용 중인 소련의 9K32 스트렐라-2

휴대용 방공 미사일(Man-portable air-defense system, 휴대용 대공 방어 시스템, MANPADS 또는 MPADS)은 휴대용 지대공 미사일이다. 이는 유도 무기이며 저공비행 항공기, 특히 헬리콥터에 위협이 된다.

## 개요
MANPADS는 제트기로부터 군 지상군을 보호하기 위해 1950년대에 개발되었다. 무장 테러 단체가 상업용 항공기를 상대로 이 장치를 사용했기 때문에 이 장치는 많은 주목을 받았다. 가격이 저렴하고 다양한 소스를 통해 널리 구할 수 있는 이 미사일은 지난 30년 동안 군사 분쟁과 테러 조직에서 성공적으로 사용되었다.
영국, 미국, 폴란드, 스웨덴, 러시아, 이란 등 25개국이 휴대용 대공방어 시스템을 생산하고 있다. 이러한 무기의 소지, 수출 및 밀매는 민간 항공에 대한 위협으로 인해 엄격하게 통제되지만, 이러한 노력이 항상 성공적인 것은 아니다.
미사일의 길이는 약 1.5 to 1.8 m (5 to 6 ft)이고 모델에 따라 무게는 약 17 to 18 kg (37 to 40 lb)이다. MANPADS는 일반적으로 약 10 km (6 mi)의 표적 탐지 범위와 약 6 km (4 mi)의 교전 범위를 가지므로 6,100 미터 (20,000 ft) 이상으로 비행하는 항공기는 비교적 안전하다.

## 같이 보기
- 대공전
- 대전차 병기